# Tomoja Ugadžin
Tomoja Ugadžin (japonsky 宇賀神 友弥, * 23. března 1988) je japonský fotbalista.

## Klubová kariéra
S kariérou začal v japonském klubu Urawa Red Diamonds. V roce 2017 tým získal i titul v Lize mistrů AFC.

## Reprezentační kariéra
Jeho debut za A-mužstvo Japonska proběhl v zápase proti Mali 23. března 2018.

## Statistiky
| Japonsko | Japonsko | Japonsko |
| Roky     | Záp.     | Góly     |
| -------- | -------- | -------- |
| 2018     | 1        | 0        |
| Celkem   | 1        | 0        |

## Úspěchy

### Klubové
‎Urawa Red Diamonds
- Liga mistrů AFC: Vítěz; 2017
- J.League Cup: Vítěz; 2016
- Císařský pohár: Vítěz; 2018